# Diecezja Ahmedabad (malankarska)
Diecezja Ahmedabad – diecezja Malankarskiego Kościoła Ortodoksyjnego z siedzibą w Ahmadabadzie w stanie Gudżarat w Indiach. Obejmuje stany Gudżarat, Radżastan i Madhya Pradesh oraz Oman. W jej skład wchodzi 35 parafii.
Została erygowana 2 marca 2009 poprzez wydzielenie części terenu diecezji Delhi, Kalkuta i Bombaj.

## Biskupi
- Geevarghese Mar Yulios (od 2010)